# Леонов, Револьд Александрович
Револьд Александрович Леонов (1925—1994) — советский хоккеист (защитник) и хоккейный тренер. Мастер спорта СССР.

## Биография
В хоккей с мячом стал играть в 1938 в Москве на стадионе «Юных пионеров». Позднее перешёл в хоккей с шайбой. Свою карьеру он начал в клубных динамовских командах. В 1947 году пробился в основной состав москвичей. Помимо «Динамо» Леонов выступал за «ВВС», «Крылья Советов», «Спартак», «Химик» и «Темп». Выступал за сборную Москвы.
В 1951 году сыграл за сборную СССР в неофициальной товарищеской игре против сборной Польши, которая завершилась со счетом 15:3 в пользу советских хоккеистов.
Быстрый, манёвренный защитник. Играл тактически грамотно, строго и внимательно, пунктуально выполнял тренерские указания, активно подключался к атакам. Участник Великой Отечественной войны. Награждён орденами Красной Звезды (1944) и Отечественной войны II степени (1945).
Помимо хоккея играл в клубных динамовских командах по футболу и хоккею с мячом. В частности, в 1946 году Револьд Леонов провел 1 игру в первенстве СССР по футболу за ивановское «Динамо».
После завершения карьеры стал тренером. Работал с юношеских и молодёжных команд «Крыльев Советов» (М) (1961—1964), ангарским «Ермаком» (1964—1970), рыбинским «Метеором» (1971—1974) и рязанским «Бураном» (1978—1979).
С 1979 по 1986 годы входил в тренерский штаб московской команды «Серп и молот».
В сезоне 1991/92 занимал пост тренера-консультанта «Ермака».
С 1975 года Револьд Леонов трудился в должности инструктора по футболу и хоккею на стадионе «Связист» в Москве.

## Достижения
- Чемпион СССР: 1951/52, 1952/53
- Серебряный призёр чемпионата СССР: 1949/50, 1954/55
- Бронзовый призёр чемпионата СССР: 1947/48, 1953/54
- Обладатель кубка СССР:1952
- Финалист кубка СССР:1951, 1954